# Pacyfikacja wsi Wanaty
Pacyfikacja wsi Wanaty – zbrodnia popełniona przez okupantów niemieckich pod koniec lutego 1944 roku.
Wanaty w gminie Łaskarzew zostały spacyfikowane z polecenia niemieckiego starosty garwolińskiego, Karla Freudenthala. 28 lutego 1944 funkcjonariusze SS i policji niemieckiej spalili wieś i zamordowali 108 jej mieszkańców – w tym 35 kobiet i 47 dzieci. Zbrodni dokonano w odwecie za śmierć kilku niemieckich żandarmów, zabitych w potyczce z polskimi partyzantami. 

## Preludium
Wanaty są niewielką miejscowością położoną w odległości ok. 6 kilometrów od Łaskarzewa. W lutym 1944 roku wieś liczyła ok. 25 gospodarstw, zamieszkiwanych przez 28 rodzin (ok. 115 osób). Część mieszkańców wsi aktywnie współpracowała z ruchem oporu.
21 lutego 1944 do Wanat przybył oddział niemieckiej żandarmerii z Łaskarzewa, przysłany z poleceniem aresztowania jednego z mieszkańców wsi – Antoniego Kędziory. W oddalonym o 3 kilometry od Wanat lesie Niemcy wpadli jednak w zasadzkę urządzoną przez polskich partyzantów. Polacy bez strat własnych zabili pięciu żandarmów i ranili trzech kolejnych (niektóre źródła mówią o siedmiu zabitych Niemcach). W odwecie okupacyjny starosta garwoliński, Karl Freudenthal, zarządził pacyfikację Wanat. Być może istniały także inne przyczyny masakry. Autorzy sprawozdania informacyjnego Delegatury Rządu na Kraj z 4 kwietnia 1944 zwracali bowiem uwagę, że pacyfikacja Wanat poprzedziła wielką łapankę, którą Niemcy zorganizowali na terenie powiatu garwolińskiego celem skompletowania kontyngentu na roboty przymusowe do Rzeszy. Wysunięto w związku z tym przypuszczenie, iż zniszczenie wsi mogło mieć na celu zastraszenie ludności powiatu i umożliwienie sprawnego przebiegu wywózek. 
Tymczasem wkrótce po zakończeniu potyczki większość mężczyzn zamieszkujących Wanaty ukryła się w sąsiednich wsiach. Niemcy uciekli się jednak do podstępu i przystąpili do akcji odwetowej dopiero po upływie tygodnia, gdy ludność uznała, że najgorsze niebezpieczeństwo już minęło. Niemal wszyscy mężczyźni zdążyli do tej pory powrócić do Wanat.

## Przebieg pacyfikacji
Do „akcji” w Wanatach Niemcy zaangażowali poważne siły. W pacyfikacji uczestniczyli funkcjonariusze żandarmerii i Gestapo z posterunków w Garwolinie, Łaskarzewie i Sobolewie. Odnotowano obecność wschodnich kolaborantów – w niektórych źródłach określanych jako „Ukraińcy”, w innych jako „oddział Kałmuków”. Ponadto istnieją relacje mówiące, iż w „akcji” w Wanatach brali również udział funkcjonariusze niemieckiej Kriminalpolizei (pol. Policji Kryminalnej) oraz polscy granatowi policjanci. Łącznie w pacyfikacji mogło uczestniczyć nawet do 800 policjantów i esesmanów. 
W nocy z 27 na 28 lutego 1944 Wanaty zostały szczelnie otoczone przez niemiecką ekspedycję karną. Osoby próbujące wymknąć się z obławy były zabijane na miejscu. Następnie około godziny 7:00 rano Niemcy wkroczyli do wsi. Pierwsza grupa szła od domu do domu, mordując wszystkich mieszkańców bez względu na wiek i płeć (najczęściej strzałem w tył głowy). W ślad za komandem egzekucyjnym podążał drugi oddział, który rabował inwentarz żywy i wszystkie cenniejsze przedmioty znalezione w gospodarstwach. Na samym końcu szła czteroosobowa grupa podpalaczy, podkładająca ogień pod zabudowania. Ciężko rannych Polaków pozostawiano w budynkach, aby tam spłonęli żywcem. Około godziny 10:00 na miejscu masakry pojawił się starosta Freudenthal. Dla postrachu polecił sprowadzić do Wanat wszystkich sołtysów z gminy Łaskarzew, aby mogli oni na własne oczy zobaczyć skutki pacyfikacji.
Tego dnia zamordowano w Wanatach 108 Polaków – w tym 35 kobiet i 47 dzieci. 105 ofiar było mieszkańcami Wanat, podczas gdy trzy pozostałe pochodziły z sąsiednich wsi (Dąbrowy, Pilczyna Starego i Podwierzbia). Niemcy spalili wszystkie gospodarstwa i młyn. Mimo odniesionych ran dwojgu mieszkańców Wanat udało się przeżyć masakrę. Ocalały także osoby, które feralnego dnia znajdowały się poza wsią.

## Epilog
Wkrótce po zakończeniu pacyfikacji zwłoki zamordowanych mieszkańców Wanat zostały zebrane i pochowane na cmentarzu parafialnym w Łaskarzewie. Po wojnie na zbiorowej mogile umieszczono niewielki pomnik z napisem:

Tu spoczywają prochy 108 osób zamordowanych i spalonych przez Niemców we wsi Wanaty dn. 28 II 1944 r. – z trudu naszego i bólu Polska powstanie, by żyć”

Obelisk z pamiątkową tablicą ku czci zamordowanych postawiono również w Wanatach.
Starosta Karl Freudenthal zginął 6 lipca 1944 w zamachu zorganizowanym przez żołnierzy Armii Krajowej.